# Wielersport op de Olympische Zomerspelen 2012 – Teamsprint vrouwen
De teamsprint voor vrouwen vond plaats op 2 augustus 2012 in het London Velopark te Londen, Groot-Brittannië.

## Schema
| Datum                     | Tijd  | Ronde                   |
| ------------------------- | ----- | ----------------------- |
| Donderdag 2 augustus 2012 | 17.00 | Kwalificaties en Finale |

## Uitslagen

### Kwalificatie
| Resultaat | Land             | Renners                              | Tijd   | Info  |
| --------- | ---------------- | ------------------------------------ | ------ | ----- |
| 1         | China            | Gong Jinjie, Guo Shuang              | 32.447 | Q, WR |
| 2         | Groot-Brittannië | Victoria Pendleton, Jessica Varnish  | 32.526 | Q     |
| 3         | Duitsland        | Kristina Vogel, Miriam Welte         | 32.630 | Q     |
| 4         | Australië        | Kaarle McCulloch, Anna Meares        | 32.825 | Q     |
| 5         | Nederland        | Yvonne Hijgenaar, Willy Kanis        | 33.253 | Q     |
| 6         | Frankrijk        | Sandie Clair, Virginie Cueff         | 33.638 | Q     |
| 7         | Oekraïne         | Lyubov Shulika, Olena Tsyos          | 33.708 | Q     |
| 8         | Venezuela        | Daniela Larreal, Mariaesthela Vilera | 34.320 | Q     |
| 9         | Zuid-Korea       | Lee Eun-Ji, Lee Hye-Jin              | 34.636 |       |
| 10        | Colombia         | Diana Garcia, Juliana Gaviria        | 34.870 |       |

### Eerste ronde
| Rang | Heat | Land             | Renners                              | Tijd   | Opmerkingen |
| ---- | ---- | ---------------- | ------------------------------------ | ------ | ----------- |
| 1    | 4    | China            | Gong Jinjie, Guo Shuang              | 32.422 | WR          |
| 2    | 2    | Duitsland        | Kristina Vogel, Miriam Welte         | 32.701 |             |
| 3    | 1    | Australië        | Kaarle McCulloch, Anna Meares        | 32.806 |             |
| 4    | 3    | Oekraïne         | Lyubov Shulika, Olena Tsyos          | 33.620 |             |
| 5    | 1    | Nederland        | Yvonne Hijgenaar, Willy Kanis        | 33.090 |             |
| 6    | 2    | Frankrijk        | Sandie Clair, Virginie Cueff         | 33.707 |             |
| 7    | 4    | Venezuela        | Daniela Larreal, Mariaesthela Vilera | 34.415 |             |
| 8    | 3    | Groot-Brittannië | Victoria Pendleton, Jessica Varnish  | DSQ    |             |

### Finale
| Rang           | Land          | Renners                       | Tijd          | Opmerking     |
| Gouden finale  | Gouden finale | Gouden finale                 | Gouden finale | Gouden finale |
| -------------- | ------------- | ----------------------------- | ------------- | ------------- |
| Goud           | Duitsland     | Kristina Vogel, Miriam Welte  | 32.798        |               |
| Zilver         | China         | Gong Jinjie, Guo Shuang       | DSQ           |               |
| Bronzen finale |               |                               |               |               |
| Brons          | Australië     | Kaarle McCulloch, Anna Meares | 32.727        |               |
| 4              | Oekraïne      | Lyubov Shulika, Olena Tsyos   | 33.491        |               |

2012: Welte, Vogel ·
2016: Gong, Zhong ·
2020: Bao, Zhong ·
2024: Capewell, Finucane, Marchant